# 尼古拉·穆拉洛夫

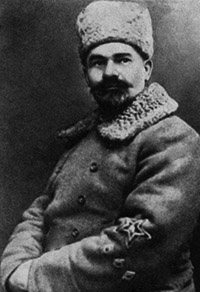
尼古拉·穆拉洛夫

尼古拉·伊万诺维奇·穆拉洛夫（俄语：Николай Иванович Муралов，1877年—1937年2月1日），苏联政治家、布尔什维克革命家。
穆拉洛夫和阿列克谢·李可夫、亚历山大·什利亚普尼科夫等人是极少数直接参与1905年俄国革命的老布尔什维克。
他在1917年二月革命期间是俄罗斯陆军汽车部队的一个军官，率军加入布尔什维克一方。十月革命时，负责占领电台。俄国内战期间，担任红军的莫斯科军事管理区司令官和农业人民委员部副委员。
列宁死后，穆拉洛夫支持托洛茨基，在联共（布）十五大上被开除出党。1937年被捕，成为第二次莫斯科审判的被告人之一，随后被判处死刑并执行枪决。1986年4月获得平反。